# إيلين باريت
إيلين باريت (بالإنجليزية: Ellen Barrett)‏ هي كاهنة انجليكانية أمريكية، ولدت في 10 فبراير 1946 في لورانس في الولايات المتحدة.